# 外藩蒙古
外藩蒙古或札薩克蒙古，指清代以世襲札薩克為旗長的蒙古各旗。外藩蒙古又分為內札薩克蒙古和外札薩克蒙古。內札薩克蒙古又稱內札薩克或內蒙古，內札薩克各旗後來成為今內蒙古自治區的一部分。外札薩克蒙古又稱外札薩克，狹義的外札薩克蒙古即外蒙古，包括喀爾喀四部；廣義的外札薩克蒙古還包括西套蒙古、科布多及青海、新疆所屬各蒙古札薩克旗。

## 設官
外藩蒙古每旗置“札薩克”（又作扎薩克）一人，掌管一旗政令，一般可以世襲。札萨克和协理台吉等职位需要报请皇帝许可。
其中大多數旗还有“協理台吉”（或協理塔布囊），每旗二人或四人，協助札薩克辦理旗務。外札萨克蒙古的個別旗无此职务。
其下有“管旗章京”一人，“副章京”（梅林章京）二人。管旗章京和副章京以下职位不需要清廷批准即可任命。
以及“參領”、“佐領”、“副佐领”（驍騎校）等，視其編戶數而定，各旗多寡不一。

## 外藩蒙古各旗

1661年的清朝控制区，西北灰色大部分地区1691年后逐步成为外札萨克蒙古的主体

1911年清朝行政区划（红色部分为內札薩克蒙古）

### 引用
1. ↑  彭瑞轩; 费驰. . 《内蒙古大学学报（哲学社会科学版）》. 2016年, (第4期): 第26—30页  [2024-06-16]. （原始内容存档于2024-06-15）.